# Windows Thin PC
Windows Thin PC ou Windows TP en abrégé, est un système d’exploitation de Microsoft pour les ordinateurs vieillissants. Il sera réservé à certains clients professionnels (les entreprises membres du programme Software Assurance) ou aux abonnés des programmes MSDN et TechNet.
Il dispose néanmoins de l'interface Aero et de la fonction de chiffrement Bitlocker.
C'est en quelque sorte le successeur de WinFLP (Windows Fundamentals for Legacy PC) qui était une version allégée de Windows XP. Windows Thin PC peut se comporter comme un système d'exploitation complet au fonctionnement équivalent à Windows 7, mais également comme un terminal d’accès relié à un serveur, auquel cas il sera donc impossible d'installer un quelconque logiciel ou de copier des fichiers sur le disque dur hébergeant le système d'exploitation.
Le but de Windows Thin PC est de proposer aux utilisateurs l'interface graphique de Windows 7 ainsi que certaines de ses fonctionnalités dans un système d'exploitation allégé, n'utilisant que peu de ressources.

## Fonctionnalités manquantes par rapport à Windows 7
- "lpksetup" le gestionnaire de langue de l'interface utilisateur n'est pas livré avec Windows Thin PC. Effectivement, la langue par défaut de Windows Thin PC est l'anglais. Il est nécessaire d'installer des packs de langue pour changer la langue de l'interface.